# Чуміканське сільське поселення
Чуміка́нське сільське поселення (рос. Чумиканское сельское поселение) — сільське поселення у складі Тугуро-Чуміканського району Хабаровського краю Росії.
Адміністративний центр — село Чумікан.

## Населення
Населення сільського поселення становить 1031 особа (2019; 1244 у 2010, 1476 у 2002).

## Історія
Сільське поселення утворене 28 липня 2004 року, до цього усі населені пункти перебували у прямому підпорядкуванні району.

## Склад
До складу сільського поселення входять:
| Населений пункт | Населення, осіб (2002) | Населення, осіб (2010) |
| --------------- | ---------------------- | ---------------------- |
| Неран, село     | 132                    | 90                     |
| Чумікан, село   | 1344                   | 1154                   |